# Bankia setacea
Bankia setacea är en musselart som först beskrevs av Tryon 1863.  Bankia setacea ingår i släktet Bankia och familjen skeppsmaskar. Inga underarter finns listade i Catalogue of Life.